# 3,7-二硝基-1,3,5,7-四氮杂二环壬烷
3,7-二硝基-1,3,5,7-四氮杂二环壬烷（DPT）是一种有机化合物，化学式为C5H10N6O4。它可以乌洛托品为原料硝化制得。在硝酸铵存在下，它和发烟硝酸反应，可以得到1-亚硝基-3,5,7-三硝基-1,3,5,7-四氮杂环辛烷，若进一步硝化，可以得到奥克托今。

DPT法制备奥克托今